# Espectroscòpia ultraviolada-visible

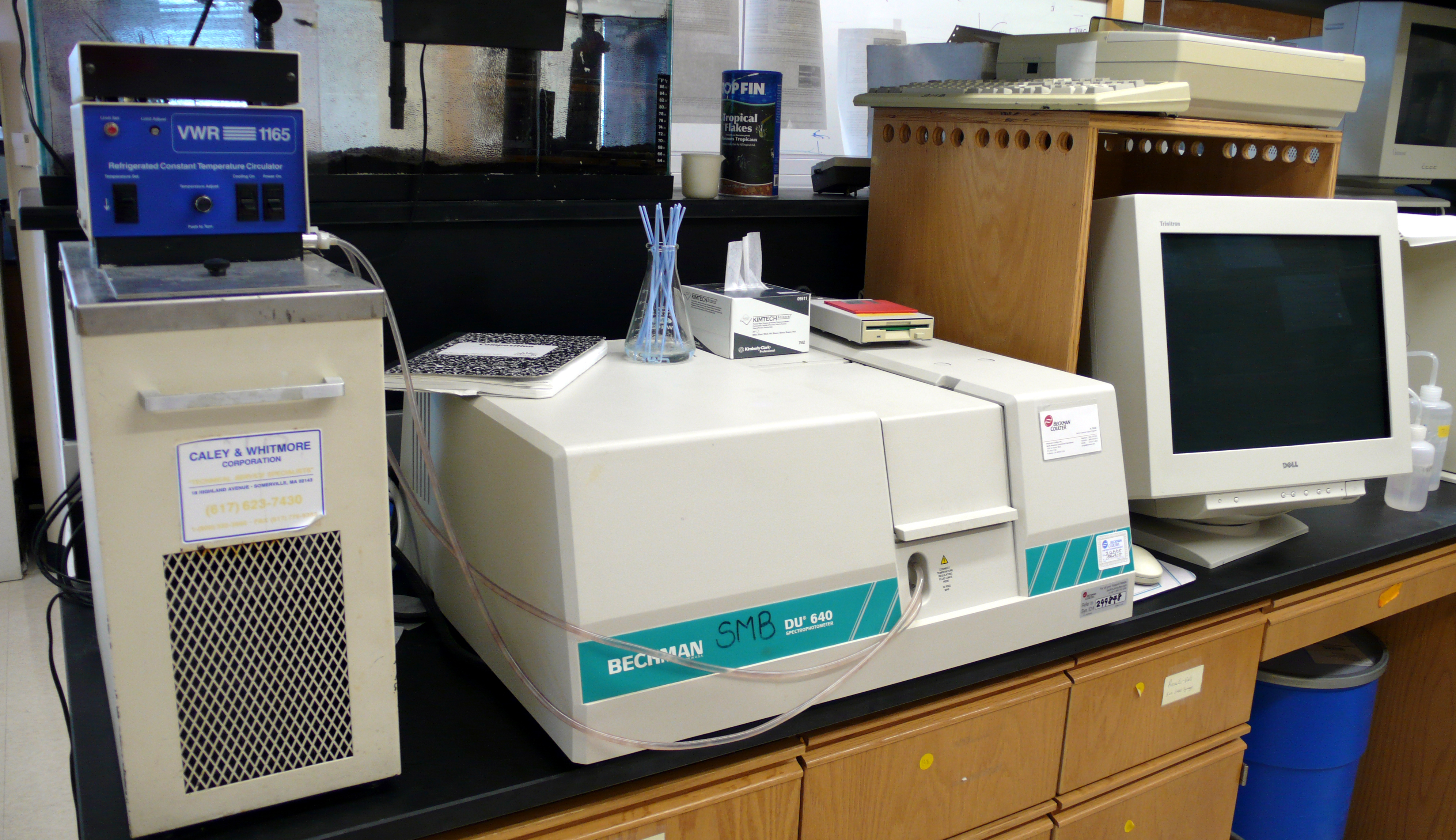
Espectrofotòmetre Beckman DU640 UV/Vis.

L'espectroscòpia ultraviolada–visible (en anglès:Ultraviolet–visible spectroscopy o ultraviolet-visible spectrophotometry UV-Vis o UV/Vis) es refereix l'absorció electroscòpica o espectroscòpia de reflectància en la regió espectral ultraviolat-visible. Això significa que fa servir llum en el visible i en el rang adjacent de l'infraroig proper (NIR)) L'absorció o reflectància en el rang visible afecta directament el color dels productes químics involucrats. En la regió de l'espectre electromagnètic, les molècules experimenten transicions electròniques. Aquesta tècnica és complementària a l'electroscòpia fluorescent, en què aquesta fluorescència tracta amb transicions des de l'estat excitat a l'estat de base (ground state), mentre que l'absorció mesura les transicions de l'estat base a l'estat excitat.

## Principis de l'absorció ultraviolada-visible
Les molècules que contenen electrons π- o electrons sense enllaçar (n-electrons) poden absorbir l'energia en forma de llum ultraviolada o visible per excitar aquests electrons a orbitals antienllaç moleculars més alts. Com més fàcilment s'excitin els electrons, més llarga longitud d'ona poden absorbir.

## Aplicacions

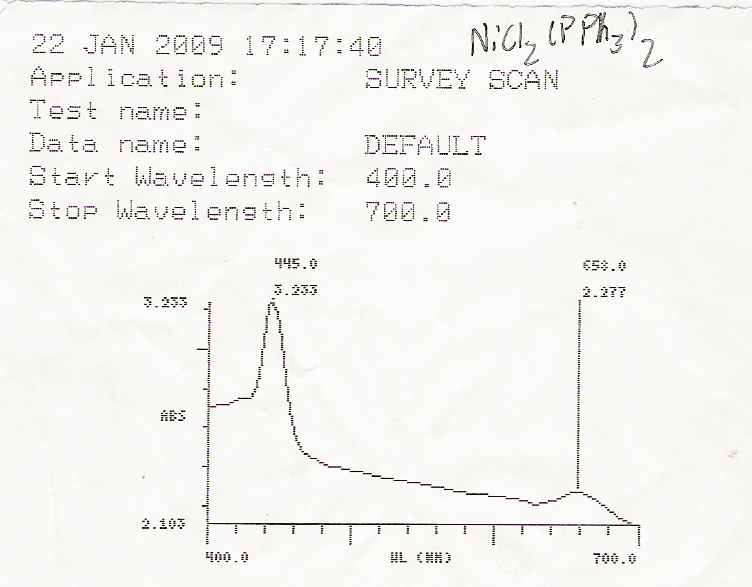
Un exemple d'una UV/Vis

L'electroscòpia UV/V es fa servir habitualment a la química analítica per la determinació quantitativa de diverses substàncies. Es fan normalment anàlisi en solucions però també es poden fer en sòlids i gasos.
La Llei Beer-Lambert estableix que l'absorbència d'una solució és directament proporcional a la concentració d'espècies químiques que absorbeix en la solució i a la longitud d'ona. Per això en una longitud d'ona fixada, l'espectroscòpia, UV/Vis es pot usar per determinar la concentarció de l'absorbit en una solució.